# Angiopteris hokouensis
Angiopteris hokouensis är en kärlväxtart som beskrevs av Ren Chang Ching. Angiopteris hokouensis ingår i släktet Angiopteris och familjen Marattiaceae. Inga underarter finns listade i Catalogue of Life.